# Amazulu (band)
Amazulu (Zoeloe voor Het hemelse volk) is een Britse ska-/popband uit de jaren 80 met een overwegend vrouwelijke bezetting. 

## Geschiedenis
Amazulu werd in 1982 opgericht door percussioniste Sharon Bailey (aanvankelijk ook de manager) en zangeres Rose Minor (al snel vervangen door Annie Ruddock). Drummer Nardo Bailey was de enige man in het gezelschap. De single Moonlight Romance, die begin 1984 uitkwam, werd onder meer gepromoot met een optreden in de comedyserie The Young Ones; ook maakte de band opnamen van een concert in de Londense Camden Palace. In 1985-86 werden er hits gescoord als Excitable en Too Good To Be Forgotten. Het titelloze debuutalbum, waaraan Specials-trompettist Dick Cuthell zijn medewerking verleende, maakte echter weinig indruk.
Ook de Bobby Bloom-cover Montego Bay werd een hit die het in Amerika tot een bescheiden 90e plaats schopte. In de zonnige videoclip waren alleen Anne-Marie Ruddock, Lesley Beach en Sharon Bailey te zien; de rest (Nardo Bailey, Margo Sagov en bassiste Clare Kenny) was inmiddels opgestapt. 
In 1987 zou Amazulu op een festival in Spanje optreden met onder mee Joe Strummer, The Pogues en Elvis Costello; doordat dit ter plekke werd afgelast kregen Ruddock en genoemde acts een rol in de parodieuze spaghettiwestern Straight To Hell. 
Datzelfde jaar verscheen het tweede en laatste Amazulu-album Spellbound. Doordat ook Beach was vertrokken bestond Amazulu nog slechts uit Ruddock en Bailey. Als duo promootten ze de singles Mony Mony en Wonderful World Beautiful People (beiden coverversies) om begin 1988 uit elkaar te gaan.

## Latere carrières van de leden
- Annie Ruddock bracht de laatste single van Amazulu, My Heart Belongs To You onder haar eigen naam uit. Daarna verdween ze uit de schijnwerpers en ging ze met computers werken.

- Sharon Bailey maakte een wereldreis (met stops in Brazilië en Rome) en werkte in de sociale hulpverlening. Ze woont afwisselend in Buckinghamshire en New York en naast haar eigen bedrijf zit ze nog steeds in de muziek.

- Nardo Bailey verscheen met zijn eveneens musicerende broer in een aflevering van de popquiz Never Mind the Buzzcocks; allebei moesten ze tevoorschijn worden gehaald uit de identity parade.

- Clare Kenny sloot zich aan bij de band Coming Up Roses en speelde daarna bij onder andere Sinead O'Connor en Shakespears Sister.

## Trivia
- Amazulu wordt door sommigen verward met een afsplitsing van The Belle Stars terwijl geen van de leden daar ooit in heeft gespeeld.
- De band wordt genoemd in het nummer Asbestos van Suede.